# Кравченко Антон Сергійович
Антон Сергійович Кравченко (нар. 23 березня 1991, Дніпропетровськ) — український футболіст, захисник. Має старшого брата Костянтина, який також був футболістом.

## Життєпис
Вихованець дніпропетровського «Дніпра», з 2007 по 2010 рік виступав за молодіжний склад дніпропетровців, був його капітаном. Провів 94 матчі, забив 9 голів.
На початку 2011 року перейшов на правах оренди до першолігового «Нафтовика-Укрнафти», за який виступав протягом усього року, ставши основним гравцем команди, після чого в грудні повернувся до «Дніпра».
У лютому 2012 року на правах оренди перейшов у «Волинь», у складі якої 30 березня 2012 року дебютував у Прем'єр-лізі в матчі проти донецького «Металурга», вийшовши на 92 хвилині матчу замість Сергія Пилипчука, а «Волинь» перемогла з рахунком 3-0. Проте, більше жодного разу Антон навіть не потрапляв у заявку основної команди на матч і виступав за молодіжну команду, а по завершенню сезону влітку 2012 року повернувся в «Дніпро».
Влітку 2012 року намагався працевлаштуватися в запорізькому «Металурзі». Не зумівши укласти контракт з клубом вищого дивізіону, Кравченко догравав рік в аматорському «Колосі» із Зачепилівки.
У лютому 2013 року уклав контракт з харківським «Геліосом». У цій команді футболіст успішно діяв не тільки в захисті, але навіть на «вістрі» атаки.
Через рік перейшов з Геліоса у армянський «Титан». Через півроку через анексію Криму команда була розформована і Кравченко покинув кримський клуб.
Захисник продовжив кар'єру у складі новачка першої ліги — дніпродзержинської «Сталі», з яким у сезоні 2014/15 став срібним призером Першої ліги і вийшов з командою до Прем'єр-ліги, де провів два наступних сезони, зігравши 32 матчі і забивши 2 голи.
В липні 2017 року підписав однорічний контракт з «Олімпіком» (Донецьк)

### Збірна
Зіграв 19 матчів за юнацькі збірні України.